# Apanteles tapatapaoanus
Apanteles tapatapaoanus är en stekelart som beskrevs av David Timmins Fullaway 1946. 
Apanteles tapatapaoanus ingår i släktet Apanteles och familjen bracksteklar. Inga underarter finns listade i Catalogue of Life.